# Ilz (Feistritz)
Die Ilz (auch: Ilzbach) in Österreich ist ein 48,7 km langer, rechter Nebenfluss der 115 km langen Feistritz in der Steiermark.

## Geographie
Sie hat ihre Quelle östlich des Gschnaidtkogels im Östlichen Grazer Bergland (Steirisches Randgebirge) auf einer Höhe von etwa 710 m. Die Ilz fließt durch Sinabelkirchen, Gnies und Ilz und mündet auf einer Höhe von ca. 265 m bei Großwilfersdorf in die Feistritz.
Das Einzugsgebiet der Ilz beträgt 199 Quadratkilometer, der Höhenunterschied zwischen Quelle und Mündung beträgt 445 Meter.

## Fauna
In der Ilz kommen folgende Fische vor: Aitel, Barbe, Gründling, Hecht, Nase, Schmerle und Steinbeißer.

## Name
Der Bach ist 1265 als Ylncz ersturkundlich genannt. Der Name geht auf slawisch Ilъnica (‚Lehmbach‘) zurück.